# Xavier García Albiol
Pour les articles homonymes, voir García et Albiol.
Xavier García Albiol, né le 8 décembre 1967 à Badalone, est un homme politique espagnol, membre du Parti populaire. 
Président du Parti populaire de Badalone depuis 1990, il est le maire de sa ville natale entre 2011 et 2015, de 2020 à 2021 et depuis 2023.
Il est candidat à la présidence de la généralité de Catalogne lors des élections autonomiques de 2015 et 2017.

## Biographie

### Jeunesse
Xavier García Albiol étudie au Colegio Badalonés et joue au basket-ball dans les catégories juniors du Club Joventut de Badalona. Il étudie le droit et milite au Parti populaire dès sa refondation en 1989.

### Débuts politiques
En 1991, il est élu conseiller municipal de Badalone et il préside le groupe municipal du parti. Il préside le Parti populaire de Badalone de 1990 à 1996 et de nouveau depuis 2001. Il est aussi secrétaire général du Parti populaire de Barcelone entre 1995 et 2000. Entre 2000 et 2003, il est vice-secrétaire général d'organisation du Parti populaire de Catalogne, dont il dirige la campagne lors des élections nationales en 2008.

### Maire de Badalone
En 2010, il est accusé par le parti de gauche Initiative pour la Catalogne Verts d'avoir assimilé les Roms à la délinquance, qui le dénonce au parquet de Barcelone. 
Le 6 juin 2011, Xavier García Albiol remporte les élections municipales à Badalone avec plus de 30 % des voix et est élu maire le 11 juin suivant.
Le 23 janvier 2013, Xavier García Albiol lance, avec l'appui de deux supermarchés de la ville, l'initiative A Badalona no es llença el menjar (« À Badalone, on ne jette pas la nourriture ») afin de réduire de 50 % le prix des aliments proches de la date de péremption.
Le 11 décembre 2013, il est acquitté des accusations de racisme, une décision qui sera confirmée deux ans plus tard en appel par la cour provinciale de Barcelone.
Lors des élections municipales de mai 2015, la liste qu'il conduit arrive de nouveau en tête avec 35 % des votes et obtient 10 sièges de conseillers municipaux sur 27, mais une coalition de cinq partis parvient à lui enlever la mairie et à faire élire Dolors Sabater.
Afin d'approuver le budget municipal pour 2018, Dolors Sabater, annonce qu'elle engage sa responsabilité sur le texte. Le budget est ainsi considéré comme adopté au terme d'un mois sauf si une motion de censure obtient la majorité absolue des membres du conseil municipal. Alors que le PP est le principal groupe d'opposition, Albiol cède à l'exigence du PSC en ne se présentant pas et en offrant le soutien de son groupe aux trois conseillers socialistes dans le but que l'un d'entre eux soit élu maire de Badalone.
Le 22 avril 2020, le maire socialiste Àlex Pastor doit démissionner après avoir été arrêté par la police pour non-respect du confinement et avoir tenté de résister à son interpellation. Le 12 mai suivant, Xavier García Albiol est élu maire à la majorité relative à la suite d'un désaccord entre les formations de gauche présentes au conseil municipal.
Le 8 novembre 2021, l'ensemble de l'opposition adopte une motion de censure contre Albiol, fragilisé par les révélations sur les Pandora Papers, et le socialiste Rubén Guijarro est élu maire de la ville.
Lors des élections municipales du 28 mai 2023, la liste du PP emmenée par Xavier Albiol obtient la majorité absolue avec 18 sièges sur 27, ce qui entraîne l'élection de ce dernier au poste de maire le 17 juin suivant.

### Candidat à la présidence de la Généralité
En juillet 2015, Xavier García Albiol est choisi par Mariano Rajoy comme tête de liste du PPC pour les élections parlementaires catalanes de septembre 2015. Andrea Levy figure en deuxième position de la liste, qui recueille 8,49 % des voix et obtient onze sièges.
Il est à nouveau confirmé tête de liste « par acclamation » en vue des élections catalanes de décembre 2017 convoquées dans le cadre de l'application de l'article 155 de la Constitution.

### Évasion fiscale
Il apparait dans les Pandora Papers en octobre 2021, étant associé depuis 2005 à une entreprise enregistrée au Belize, pays considéré comme un paradis fiscal, par le biais de laquelle il a fait l'acquisition de propriétés. 